# Trichonta gentilis
Trichonta gentilis är en tvåvingeart som beskrevs av Gagne 1981. Trichonta gentilis ingår i släktet Trichonta och familjen svampmyggor.
Artens utbredningsområde är Iowa. Inga underarter finns listade i Catalogue of Life.